# Лямбирка
Лямбирка — река в России, протекает по Лямбирскому району Мордовии.
Река вытекает из пруда у садовых участков к западу от леса Батрацкий в 4 км к западу от центра села Лямбирь. Протекает через центр села Лямбирь (административного центра Лямбирского района). Впадает в реку Инсар слева в 73 км от устья, у деревни Суркино. Длина реки составляет 17 км. Площадь водосборного бассейна — 66 км². Левым притоком Лямбирки является ручей Сухая Пензятка.

## Данные водного реестра
По данным государственного водного реестра России относится к Верхневолжскому бассейновому округу, водохозяйственный участок реки — Алатырь от истока и до устья, речной подбассейн реки — Сура. Речной бассейн реки — (Верхняя) Волга до Куйбышевского водохранилища (без бассейна Оки).
Код объекта в государственном водном реестре — 08010500212110000038437.
По данным реестра Лямбирка является правым притоком Сухой Пензятки, что противоречит картам.